# 牧野亀治郎
牧野 亀治郎（まきの かめじろう、1899年1月2日 - 1985年3月21日）は、日本の経営者。明治生命保険社長、会長を務めた。福井県出身。

## 経歴・人物
1923年に慶應義塾大学経済学部を卒業し、同年に明治生命保険に入社。1943年に常務に就任し、1946年11月には社長に昇格。しかし、翌1947年7月に公職追放となった。追放解除後の1961年5月から1972年5月までに会長を務めた。
慶應義塾理事も務めた。
1959年5月に藍綬褒章を受章し、1969年4月に勲三等旭日中綬章を受章。
1985年3月21日肺炎のために死去。86歳没。